# Мережин, Виктор Павлович
Мерёжин Виктор Павлович (6 октября 1944, Петрозаводск, Карело-Финская ССР — 29 августа 2006, Казань, Татарстан, РФ) — советский и российский астроном.

## Биография
В 1967 окончил физический факультет Казанского университета. После окончания работал учителем физики в школе.
В 1968 году поступил в аспирантуру на кафедре астрономии и геодезии КГУ.
1971—1972 гг — ответственный исполнитель научно-хозяйственного договора (руководитель — Ш. Т. Хабибулин) между НПО ГИПО и КГУ.
В сентябре 1972 года защитил кандидатскую диссертацию и начал читать курс теоретической астрономии вместо уехавшего в длительную зарубежную командировку Сахибуллина Н. А.
Летом 1973 года под руководством Н. Г. Ризванова участвовал в эвакуации астрографа Zeiss-400 и купола астрономической башни телескопа из Ордубадской экспедиции ГАО РАН на базу Карачаево-Черкесской экспедиции КГУ, где в 1970 году было начато строительство будущей Северокавказской астрономической станции.
С 1974 году был назначен начальником Карачаево-Черкесской астрономической экспедиции КГУ, и руководил ей до 1984 года. Под руководством Ш. Т. Хабибуллина, Мерёжин курировал строительство астрономической станции. Непосредственно при его участии в этот период был достроен лабораторный корпус, выстроена двухэтажная башня под астрограф Zeiss-400, проведены монтаж купола башни и установка телескопа, построен павильон горизонтального телескопа для наблюдений Луны, построен павильон для выполнения астрофизических наблюдений прикладного характера. В станице Зеленчукской он руководил строительством трехквартирного арболитового дома для постоянных и временных сотрудников экспедиции. В декабре 1975 года СКАС была введена в строй, а осенью 1976 года начались систематические наблюдения.
С момента окончания аспирантуры и вплоть до 1984 года Мерёжин преподавал на кафедре астрономии КГУ.
С 1984 по 1986 гг являлся заведующим лабораторией, фактически возглавляя Симеизскую научную базу Астросовета АН СССР.
С 1987 по 1994 гг — ведущий научный сотрудник Государственного института прикладной оптики (НПО ГИПО).
С 1994 по 2004 гг — главный специалист научно-организационного отдела Президиума АН РТ.
С 2004 и вплоть до своей смерти в 2006 году — доцент кафедры астрономии Казанского Государственного Университета.
Умер 29 августа 2006 года в Казани. Похоронен на кладбище Астрономической Обсерватории имени В. П. Энгельгардта. В некрологе кафедры астрономии КГУ, Мерёжин В. П. был назван основателем Северокавказской Астрономической Станции КГУ (СКАС).

## Вклад в науку
В. П. Мерёжин — автор более 60 научный работ. Научные интересы, в основном, были сосредоточены на исследовании вращения звезд. Более десяти лет он посвятил изучению Веги, и стал одним из первых, кто выдвинул гипотезу о её переменности с периодом изменения блеска в 23-25 лет. Эта гипотеза подробно изложена в его монографии «Вега. Анализ и интерпретация данных наблюдений».